# Renata Adler
Renata Adler est une journaliste, écrivaine et critique de cinéma américaine, née le 19 octobre 1938 à Milan (Italie).

## Biographie
Ses parents fuient l'Allemagne nazie en 1933. 
Renata Adler obtient un  baccalauréat en arts, avec la mention summa cum laude, en philosophie et littérature allemande, puis une maîtrise en littérature comparée. Elle étudie également la linguistique et le structuralisme à la Sorbonne.
Elle débute au New Yorker en 1962, puis rejoint le New York Times en 1968-69 en tant que critique de film.

## Distinctions
- O. Henry Award 1974 pour sa nouvelle Brownstone

## Œuvres

### Romans
- Hors-bord, l'Olivier, 2014 ((en) Speedboat, 1976), trad. Céline Leroy
- Nuit noire, l'Olivier, 2017 ((en) Pitch Dark, 1983), trad. Céline Leroy

### Essais
- A Year in the Dark : Journal of a Film Critic, 1968–69, New York, Random House, 1969
- Toward a Radical Middle : Fourteen Pieces of Reporting and Criticism, New York, Random House, 1970
- Reckless Disregard : Westmoreland v. CBS et al., Sharon v. Time, New York, Knopf, 1986, 243 p. (ISBN 0-394-52751-8)
- Gone : The Last Days of The New Yorker, New York, Simon & Schuster, 1999, 252 p. (ISBN 0-684-80816-1)
- Canaries in the Mineshaft : Essays on Politics and the Media, New York, St. Martin's Press, 2001, 390 p. (ISBN 0-312-27520-X)
- Irreparable Harm : The U.S. Supreme Court and the Decision that Made George W. Bush President, Hoboken, New Jersey, Melville House Pub., 2004, 61 p. (ISBN 0-9749609-5-0)
- After the Tall Timber : Collected Non-Fiction, New York, New York Review of Books, 2015, 515 p. (ISBN 978-1-59017-879-9)